# Saint-Mards-en-Othe
Saint-Mards-en-Othe ist eine französische Gemeinde mit 639 Einwohnern (Stand: 1. Januar 2022) im Département Aube in der Region Grand Est. Sie gehört zum Kanton Aix-Villemaur-Pâlis im Arrondissement Troyes. Die Einwohner werden Saintmédariens und Saintmédariennes genannt.

## Geographie
Saint-Mards-en-Othe liegt etwa 21 Kilometer westsüdwestlich von Troyes. 
Nachbargemeinden sind Villemoiron-en-Othe im Norden, Chennegy im Nordosten, Maraye-en-Othe im Osten und Südosten, Nogent-en-Othe im Süden, Sormery im Süden und Südwesten, Bœurs-en-Othe im Westen und Südwesten sowie Aix-en-Othe im Nordwesten.

## Bevölkerungsentwicklung
| Jahr                      | 1962 | 1968 | 1975 | 1982 | 1990 | 1999 | 2006 | 2011 | 2016 |
| ------------------------- | ---- | ---- | ---- | ---- | ---- | ---- | ---- | ---- | ---- |
| Einwohner                 | 715  | 693  | 575  | 556  | 513  | 543  | 625  | 659  | 641  |
| Quelle: Cassini und INSEE |      |      |      |      |      |      |      |      |      |

## Sehenswürdigkeiten

Kirche Saint-Médard

- Kirche Saint-Médard

## Persönlichkeiten
- Félix Hubert d’Hérelle (1873–1949), frankokanadischer Biologe